# Waldir Vieira
Waldir Gomes Vieira, (São Fidélis, 31 de maio de 1944 – Rio de Janeiro, 13 de novembro de 1985), foi um locutor, radialista, publicitário e empresário brasileiro.

## Biografia
Waldir começou a trabalhar cedo, aos 7 anos de idade, como varredor na Rádio Difusora de Coroados Am, em sua cidade natal de São Fidélis, onde logo fez valer seu talento e tornou-se locutor, já aos 13 anos de idade. Em 1968 aos 24 anos, Waldir se muda para o Rio de Janeiro, passando por várias emissoras até chegar a Rádio Globo. Waldir Gomes Vieira, radialista carioca. O radialista mais popular do Rio de Janeiro, sempre fez sucesso com as mulheres. Nos quinze anos em que foi comunicador da Rádio Globo do Rio de Janeiro, Waldir conquistou algumas dezenas de milhares de fãs que o ouviam atentamente, seguiam seus conselhos e lhe conferiam a liderança de audiência, não importando o horário em que seu programa fosse apresentado. Quando chegou ao Rio de Janeiro, vindo da cidade fluminense de São Fidélis, Waldir, que, antes de ser comunicador, foi, entre outras coisas, contínuo da rádio de sua cidade.

### Rádio Globo
Chegando na Rádio no ano de 1970, torna-se assistente de Haroldo de Andrade, até conseguir um horário para o seu programa, o qual foi apresentado até 13 de Novembro de 1985. Seu programa era diário e tinha também nas manhãs de domingo, no qual conversava com ouvintes, pelo telefone, e desafiava-os com uma charada. Os quadros fixos eram As Canções do Rei Roberto Carlos e a Carta da Vovó. O jingle do programa era: "Waldir Vieira é um cara tão legal/ Na Rádio Globo ele é sensacional/ Amigo da dona de casa/ Vem trazendo prêmios, dicas e músicas para você se alegrar!"
Waldir foi casado com Maria Ângela, sua fã "número 1" e que com ela teve dois filhos: Luciano e Lina e se dizia ser um homem realizado, tanto na profissão, quanto no casamento. Quando abria o seu programa todas as tardes às 13 horas, o próprio não sabia o que iria acontecer nas 4 horas seguintes. É que, apesar de alguns textos estarem prontos pela equipe de produção, Waldir Vieira improvisava o tempo todo.Seu temperamento agitado e bastante emocional, levava o programa a um clima diferente dos similares. As mancadas, ele reconhecia que existiam, mas isso servia para mostrar aos ouvintes que as coisas iam acontecendo realmente, durante o programa e que ele mesmo era pego de surpresa.

## Morte
No dia 13 de novembro de 1985, Waldir, cumpriu normalmente seu dia de trabalho na Rádio Globo. Fez um programa considerado “emocionante” por seus colegas e por muitas de suas fãs e foi para a agência de publicidade que tinha na mesma rua, no bairro da Glória, onde fica a rádio. Na verdade, Waldir passou pela portaria do Hotel Ebony com uma jovem com quem já se apresentara ali outras vezes. Uma jovem acompanhante, a bancária Sueli Costa Pessanha, sua prima de 22 anos, moradora de Niterói e funcionária de uma agência do Bradesco em Nilópolis. Pegaram as chaves no quarto C-03 do 12.° andar do único “motel vertical” e mais moderno hotel de alta rotatividade do centro do Rio de Janeiro. A partir daí, ninguém mais viu o casal.
"Pelos hábitos do Waldir, a quem eu conhecia muito, não acredito que ele tenha feito pacto de morte. O corpo estava contraído, parecendo que ele tinha sido surpreendido por alguma coisa. A da mulher apresentava todas as características de que estava aguardando a morte - disse a época Dr. Carlos Bacellar. Waldir Vieira estava desparecido desde às 19 horas do dia anterior, quando saiu de sua empresa, a Waldir Vieira Publicidade, na Rua do Russel, na Glória (Zona Sul do RJ). Com os apelos da emissora onde trabalhava, há 15 anos, o carro do radialista, à época foi encontrado na Rua Conde Lage, nos fundos do Hotel Ebony. Os corpos foram encontrados pelo jornalista Maurício Menezes, amigo e colega de trabalho de Waldir, segundo informava a edição do Jornal do Brasil à época.
O casal foi encontrado sem vida na suíte, no dia 13 de novembro de 1985, no Rio de Janeiro. Na 9.ª Delegacia, onde ocorreu o inquérito, a versão aceita é a de homicídio seguido de suicídio – Sueli teria matado Waldir e se matado, hipótese essa, a menos contestada pelos familiares. Assustadas, incrédulas, tristes e decepcionadas, milhares de fãs do radialista sempre anônimas, cantavam o prefixo do programa de Waldir Vieira, numa última homenagem ao ídolo. Waldir Vieira fez sucesso com as mulheres até o fim. Para suas fãs, a culpada pela morte do radialista, foi a Sueli. Assim que foi noticiada a morte de Waldir nas rádios, curiosos começaram a se aglomerar à porta do hotel e policiais militares colocaram um cordão de isolamento para evitar invasão. Os peritos informaram que os corpos não apresentavam sinal de violência. Em 2011, o Hotel Ebony,  passou a se chamar Hotel Diamond.